# Sándor Pécsi

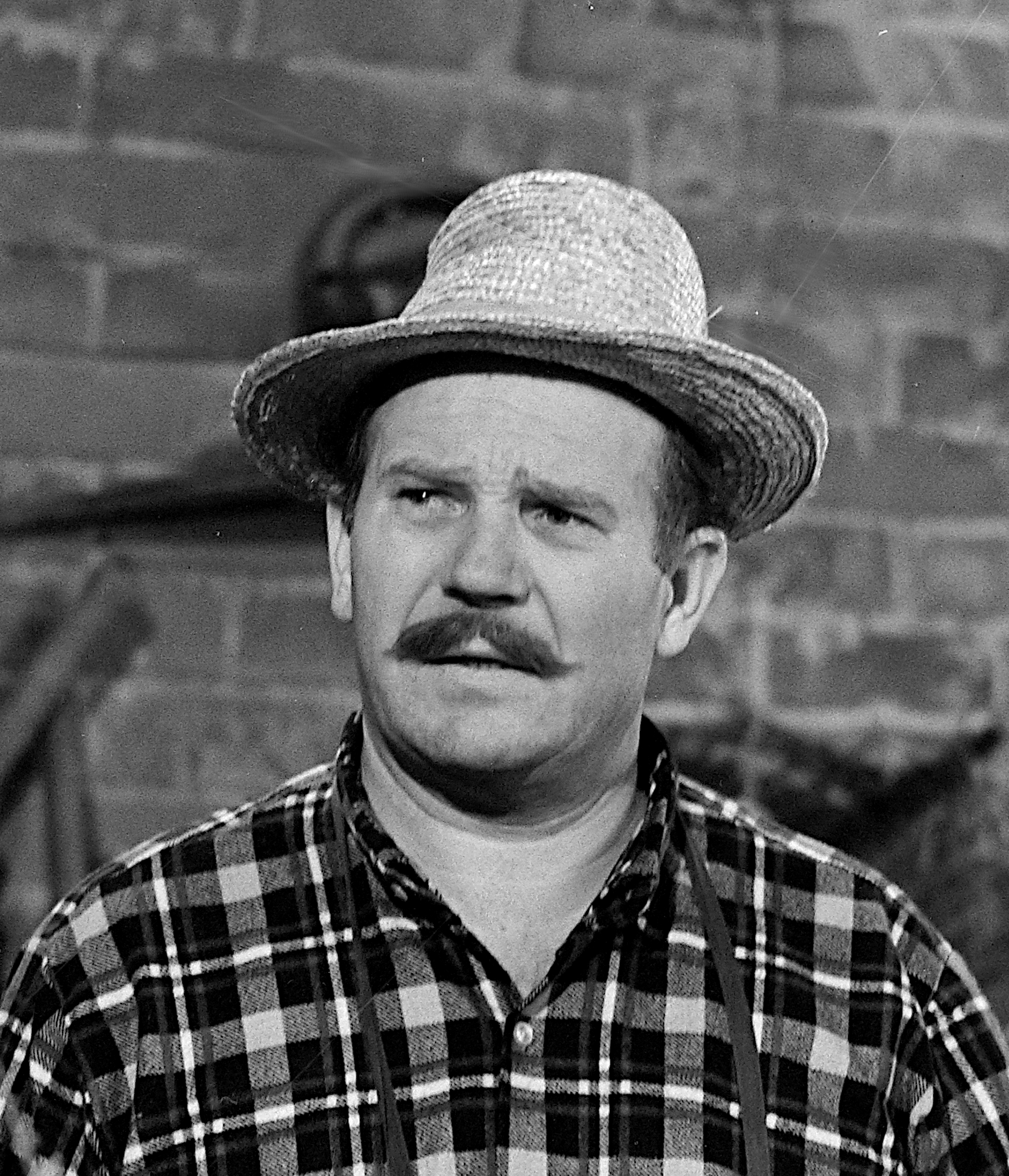
Sándor Pécsi.

Sándor Pécsi, född 18 mars 1922 i Sajószentpéter, Kungariket Ungern, död 4 november 1972 i Budapest, Ungern, var en ungersk skådespelare. Han arbetade från 1948 fram till sin död vid Madach-teatern. Han medverkade i över 80 filmer och TV-produktioner, bland de mest kända var Grabbarna på våran gata av Zoltán Fábri.

## Filmografi, urval
- 1949 – Kläderna gör mannen
- 1951 – Ett egendomligt äktenskap
- 1968 – Grabbarna på våran gata